# 川崎市立麻生中学校
川崎市立麻生中学校（かわさきしりつ あさおちゅうがっこう、Asao junior high school）は、神奈川県川崎市麻生区上麻生にある公立中学校。略称は「麻中(あさちゅう)」。設置者は川崎市。

## 概要
1991年（平成3年）に創立した。

### 教育目標
- 自主自立

1. 健康で明るい人
2. 思いやりのある人
3. 創造性豊かな人
4. 国際性に富む人

### 学校経営
1. 豊かな心の育成
2. 確かな学力の育成
3. 健康安全教育の推進
4. 開かれた学校づくりの推進

## 沿革
- 1991年（平成3年） - 創立

## 校章
- 曲線で、『あさお』の頭文字の『A』をもとに、『S』、『A』、『O』のイメージも加味して、若人の躍動感と連綿と続く永遠性を表現している。

## 施設
- A棟
- B棟
- 体育館
- グラウンド
- 屋外プール

## 部活動
- 運動部 - 陸上競技、バスケットボール、サッカー、卓球、ダンス、剣道、ソフトボール、バドミントン、女子バレーボール部
- 文化部 - 美術、パソコン、吹奏楽

## 交通アクセス
- 新百合ヶ丘駅 徒歩15分
- 小田急バス・川崎市交通局・東急バス「山口台中央」停留所 徒歩3分